# Кожем'яченко Олександр Вікторович
Олександр Вікторович Кожем'яченко (* 29 грудня 1978) — український футболіст, нападник аматорського клубу «Авангард» (Корюківка)

## Кар'єра гравця
Олександр Кожем'яченко народився 29 грудня 1978 року. У 1999 році молодий гравець перейшов до клубу другої ліги «Десна» (Чернігів). У своїй новій команді дебютував 3 травня 1999 року в домашньому матчі національного чемпіонату між чернігівською «Десною» та запорізьким «Торпедо». У тому поєдинку господарі поступилися з рахунком 0:3. Олександр вийшов на поле на 46-й хвилині матчу замість Петра Пилипейка, але вже на 65-й хвилині був замінений на Вадима Данилевського. Того сезону в чемпіонаті Кожем'яченко зіграв лише 4 поєдинки, але зміг відзначитися дебютним голом. Сталося це в домашньому для «Десни» поєдинку проти кременчуцького «Кременю». Олександр забив м'яч на 62-й хвилині матчу, а його команда впевнено перемогла з рахунком 5:1. Кожем'яченко став вже наступного сезону основним гравцем команди, у другій лізі 23 матчі та забив 5 м'ячів. Найяскравішим для Олександра став сезон 2005/06 років, коли чернігівський клуб виграв Групу А другої ліги. Того сезону гравець зіграв 28 матчів та забив 22 м'ячі, ще 1 матч зіграв у кубку, в якому відзначився у воротах суперника двома м'ячами. Загалом у футболці «Десни» він виступав з 1999 по 2011 роки. Протягом цього часу у чемпіонатах України зіграв 288 матчів та забив 116 м'ячів, ще 15 поєдинків (9 голів) Олександр зіграв у кубку України. Таким чином, Олександр Кожем'яченко став найкращим бомбардиром клубу за останні 20 років.
За цей час свого перебування у чернігівській команді лише двічі залишав клуб, відправляючись в оренди. Спочатку в 2002 році відправився до золочівського «Сокола», в складі якого відіграв 2 матчі (1 гол). Потім у 2008 році підсилив аматорську команду «Полісся» (Добрянка), у складі якої став фіналістом кубку Чернігівської області.
Під час зимової паузи сезону 2011/12 років перейшов до аматорського клубу «Авангард» (Корюківка), за який виступає до сих пір. У новій команді став ключовим виконавцем.

## Досягнення

### На професійному рівні
- Група В другої ліги чемпіонату України
  -  Чемпіон (1): 2005/06
  -  Срібний призер (3): 2000/01, 2003/04, 2004/05
  -  Бронзовий призер (1): 2002/03

### На аматорському рівні
- Кубок Чернігівської області
  -  Фіналіст (1): 2008

- Чемпіонат Чернігівської області
  -  Чемпіон (1): 2012

- Суперкубок Чернігівської області
  -  Володар (1): 2012